# Lindendorf
Lindendorf ist eine Gemeinde im Landkreis Märkisch-Oderland in Brandenburg. Sie wird vom Amt Seelow-Land verwaltet.

## Geografie
Die Gemeinde liegt am Rande des Oderbruchs, etwa 16 km nordwestlich von Frankfurt (Oder). Im Lindendorfer Ortsteil Dolgelin befand sich der geografische Mittelpunkt des Freistaates Preußen.

## Gemeindegliederung
Die Gemeinde besteht aus den Ortsteilen Dolgelin, Libbenichen, Neu Mahlisch und Sachsendorf. Als bewohnte Gemeindeteile sind Dolgelin, Friedenstal, Sachsendorf und Werder ausgewiesen. Hinzu kommen die Wohnplätze Sachsendorfer Loose und Wilhelmshöhe.

## Geschichte
Dolgelin, Libbenichen, Neu Mahlisch und Sachsendorf gehörten seit 1817 zum Kreis Lebus und ab 1952 zum Kreis Seelow im DDR-Bezirk Frankfurt (Oder). Seit 1993 liegen die Orte im brandenburgischen Landkreis Märkisch-Oderland.
Die Gemeinde entstand am 26. Oktober 2003 aus dem freiwilligen Zusammenschluss der bis dahin selbstständigen Gemeinden Dolgelin, Libbenichen, Neu Mahlisch und Sachsendorf.

## Bevölkerungsentwicklung
| Jahr | Einwohner |
| ---- | --------- |
| 2003 | 1 603     |
| 2005 | 1 560     |
| 2010 | 1 459     |
| 2015 | 1 354     |
| 2020 | 1 322     |

| Jahr | Einwohner |
| ---- | --------- |
| 2021 | 1 340     |
| 2022 | 1 329     |
| 2023 | 1 349     |
| 2024 | 1 362     |

Gebietsstand des jeweiligen Jahres, Einwohnerzahl:, ab 2011 auf Basis des Zensus 2011, ab 2022 auf Basis des Zensus 2022

## Politik

### Gemeindevertretung
Die Gemeindevertretung von Lindendorf besteht entsprechend der Einwohnerzahl der Gemeinde aus zehn Gemeindevertretern und dem ehrenamtlichen Bürgermeister. Die Kommunalwahl am 9. Juni 2024 führte bei einer Wahlbeteiligung von 74,9 % zu folgendem Ergebnis:
| Partei / Wählergruppe                     | Stimmenanteil 2019 | Sitze 2019 |        | Stimmenanteil 2024 | Sitze 2024 |
| ----------------------------------------- | ------------------ | ---------- | ------ | ------------------ | ---------- |
| Bürgerliste Dolgelin / Neu Mahlisch       | 40,3 %             | 4          | 39,1 % | 4                  |            |
| Wählergruppe Sachsendorf                  | 18,7 %             | 2          | 18,4 % | 2                  |            |
| AfD                                       | –                  | –          | 16,8 % | 1                  |            |
| Freiwillige Feuerwehr und Feuerwehrverein | 20,8 %             | 2          | 14,4 % | 1                  |            |
| Heimat, Kultur- und Sportverein           | 11,6 %             | 1          | 08,1 % | 1                  |            |
| SPD                                       | –                  | –          | 03,2 % | –                  |            |
| Einzelbewerberin Patricia Werner          | 05,1 %             | 1          | –      |                    |            |
| Einzelbewerber C. Werner                  | 03,4 %             | –          | –      |                    |            |
| Insgesamt                                 | 100 %              | 10         | 100 %  | 9                  |            |

Bei der Wahl 2024 entfielen auf die AfD zwei Sitze, von denen einer unbesetzt bleibt, weil die Partei nur einen Kandidaten nominiert hatte.

### Bürgermeister
- 2003–2014: Wolfgang Wolter[10]
- seit 2014: Helmut Franz (Bürgerliste Dolgelin / Neu Mahlisch)[11]

Franz wurde in der Bürgermeisterwahl am 26. Mai 2019 ohne Gegenkandidat mit 86,2 % der gültigen Stimmen wiedergewählt. Am 9. Juni 2024 wurde er wiederum ohne Gegenkandidat mit 88,4 % der gültigen Stimmen in seinem Amt bestätigt. Seine Amtszeit beträgt fünf Jahre.

## Sehenswürdigkeiten

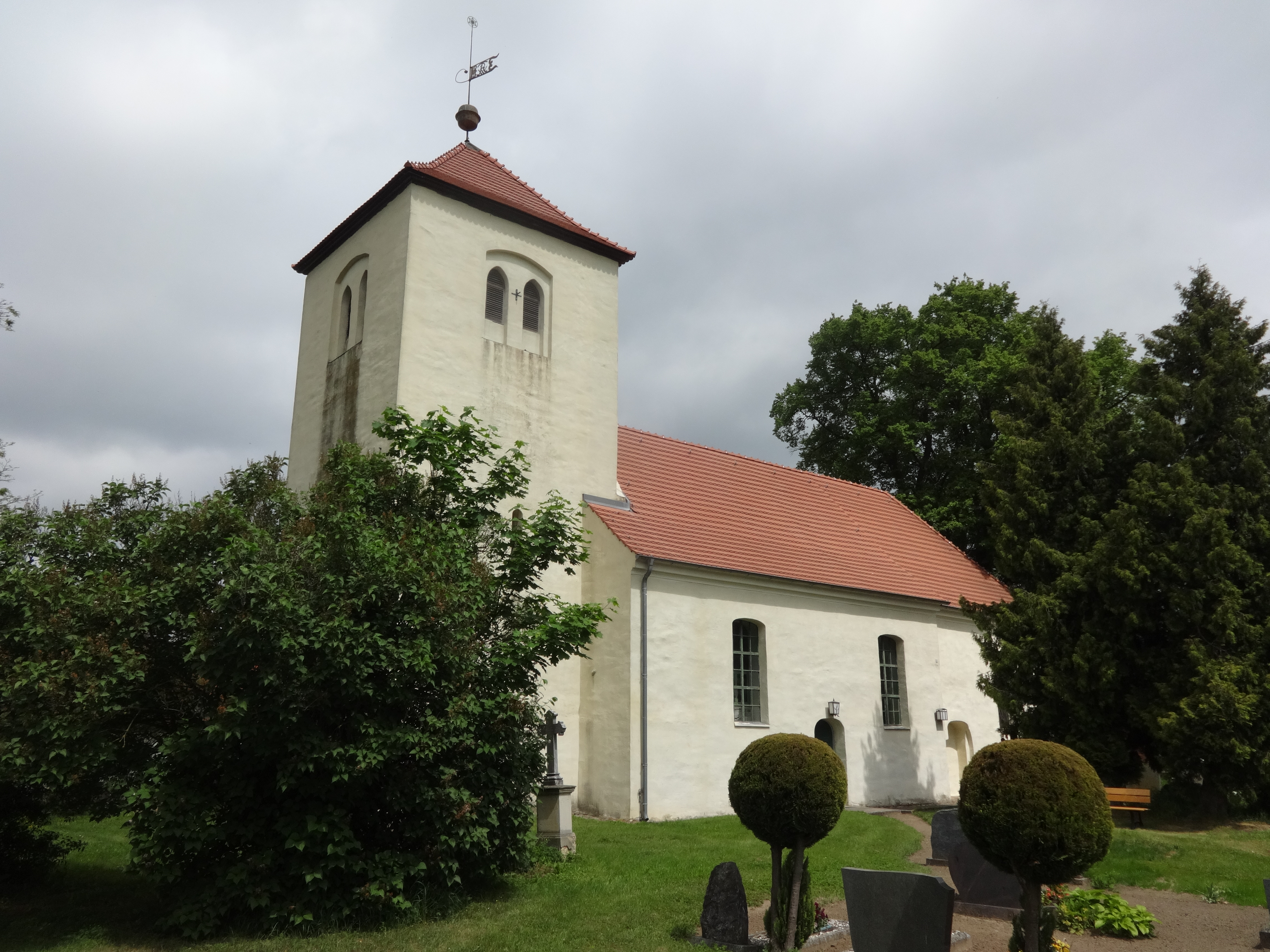
Dorfkirche Libbenichen

In der Liste der Baudenkmale in Lindendorf stehen die in der Denkmalliste des Landes Brandenburg eingetragenen Baudenkmale.
- Die Dorfkirche Libbenichen entstand im Jahr 1736 auf den Resten eines mittelalterlichen Vorgängerbaus. Bei Instandsetzungsarbeiten nach dem Zweiten Weltkrieg legten Handwerker die Reste einer mittelalterlichen Ausmalung frei. Der Kanzelkorb stammt aus der ersten Hälfte des 19. Jahrhunderts.
- Die Kirchenruine Dolgelin entstand um 1300 und wurde im Zweiten Weltkrieg zerstört. Ein Förderverein kümmert sich seit 2002 um den Wiederaufbau.

## Verkehr
Durch die Gemeinde verläuft die Bundesstraße 167 von Bad Freienwalde nach Frankfurt (Oder).
Lindendorf liegt an der Bahnstrecke Eberswalde–Frankfurt (Oder); die Haltepunkte Dolgelin und Libbenichen wurden 1994 geschlossen.

## Persönlichkeiten
- Jakob Dietlof von Arnim (1645–1689), kurbrandenburgischer Obrist der Kavallerie, in Sachsendorf geboren
- Hans-Otto Furian (1931–2012), Propst und Leiter des Konsistoriums der Evangelischen Kirche Berlin-Brandenburg, Pfarrer in Libbenichen